# Криворізька вулиця (Дніпро)
Криворізька вулиця — вулиця у Чечелівському й Новокодацькому районах міста Дніпро. Криворізька вулиця є важливою широтним автошляхом міста, що зв'язує на водороздільному плато райони найвищої геологічної тераси міста. Вулиця проходить у Нижньому мікрорайоні верхньої частини Робітничої вулиці й над вершиною Бобиревої (Аптекарської) балки на схилах якої розкинулася Шляхівка. У межах Новокодацького району південно-західний кут Шляхівки мав радянську назву селища Крупське.
Довжина вулиці — 3600 метрів.
Криворізька вулиця починається на сході у вершини Кленової балки. На південній стороні вулиця служить північною межею території Південного машинобудівного заводу й у кінці йде понад залізничною станцією «Обвідна». На північній стороні вулиці розташований Нижній мікрорайон й після верхів'я Бобиревої балки — південно-західний кут Шляхівки — селище Крупське.

## Будівля
- № 1 — «Південмашавіа» авіаційна компанія; Південний машинобудівний завод
- № 3 — КБ «Південне», корпус 55; Дніпровський регіональний філіал Національного інституту стратегічних досліджень,
- № 18 — Гуртожиток № 2 ПМЗ,
- № 20 — філія №6 Дніпровської міської бібліотеки[1][2]
- № 20а — Дитячий садок № 158 «Червона Шапочка»,
- № 22 — Пожежна частина № 1,
- № 22а — Управління з охорони об'єктів на договірній основі ГУ МНС України в Дніпропетроській області,
- № 22б — відділення Укрпошти 49047,
- № 26д — Гастроном «Дніпро»,
- № 39 — Металобаза «Вікант»,
- № 60 — АЗС «Юкон»,
- № 60а — Дніпровська міська мечеть (Духовне управління мусульман України)
- залізнична станція Обвідна,

## Перехресні вулиці
- вулиця Макарова,
- вулиця (Дмитра) Кедріна,
- Робітнича вулиця,
- Ізмайлівська вулиця,
- вулиця Переможців,
- 2-й Ізюмський провулок,
- Шаховий проїзд,
- Надбалківська вулиця,
- вулиця Погодіна,
- Сіверянська вулиця,
- Хотинська вулиця,
- вулиця Сєченова,
- вулиця Шишкіна,
- вулиця Іси Мунаєва,
- Тупікова вулиця,
- проспект Металургів,
- Флангова вулиця,
- Новокозловський проїзд,
- Київська вулиця,
- Водійська вулиця,
- Криворізьке шосе.